# محمد فاضل استرآبادی
محمد فاضل استرآبادی (۱۳۱۴، نجف – ۶ آذر ۱۳۹۵، بابل) فرزند نجفعلی؛ عالم مجتهد، مدرس و مؤسس حوزه علمیه فیضیه مازندران در بابل و نماینده مردم بابل در نخستین دوره مجلس شورای اسلامی بود. 
وی تحصیلات مقدماتی را در نجف فرارفت و پس از مهاجرت خانواده به ایران (۱۳۲۶) در بابل ادامه داد. پدر وی نیز از جمله اساتید وی و از فقهای آن دیار بود. وی شخصاً سال ۱۳۳۳ برای تحصیلات عالی مجدداً به نجف مهاجرت کرد. در سال ۱۳۵۴ به بابل برگشت و به انجام فعالیت‌های دینی، علمی و انقلابی پرداخت و در سال ۱۳۶۳ در آنجا حوزه علیمیه فیضیه مازندران را تأسیس کرد.
وی داماد  محمد کوهستانی  بود. همسر وی، طاووس کوهستانی، ۱۲ دی ۱۳۹۲ بر اثر بیماری در ۷۰ سالگی درگذشت.

## آثار
- عاشورا: انگیزه، شیوه و بازتاب، مؤسسه شیعه شناسی، ۱۳۹۱
- مجموعه مقالات در زمینه عاشورا، اربعین و نوروز، مؤسسه شیعه شناسی، ۱۳۹۲
- دعا و نیایش، مؤسسه شیعه شناسی، ۱۳۹۳.[۳]

## درگذشت
فاضل، در شامگاه ۳ آذر ۱۳۹۵ بر اثر سکته مغزی به کما رفت و در بیمارستان شهید بهشتی بابل بستری شد. وی در ظهر روز شنبه ششم آذرماه ۱۳۹۵ در سن ۸۱ سالگی درگذشت. و بعد تشیع در شهر بابل در قبرستان وادی السلام نجف دفن شد.